# 西西里岛诺瓦拉
西西里岛诺瓦拉（義大利語：Novara di Sicilia）是意大利西西里大区墨西拿廣域市的一个市镇。总面积48平方公里，人口1474人，人口密度30.7人/平方公里（2009年）。ISTAT代码为083062。